# Rehbrunnen (Bremen)

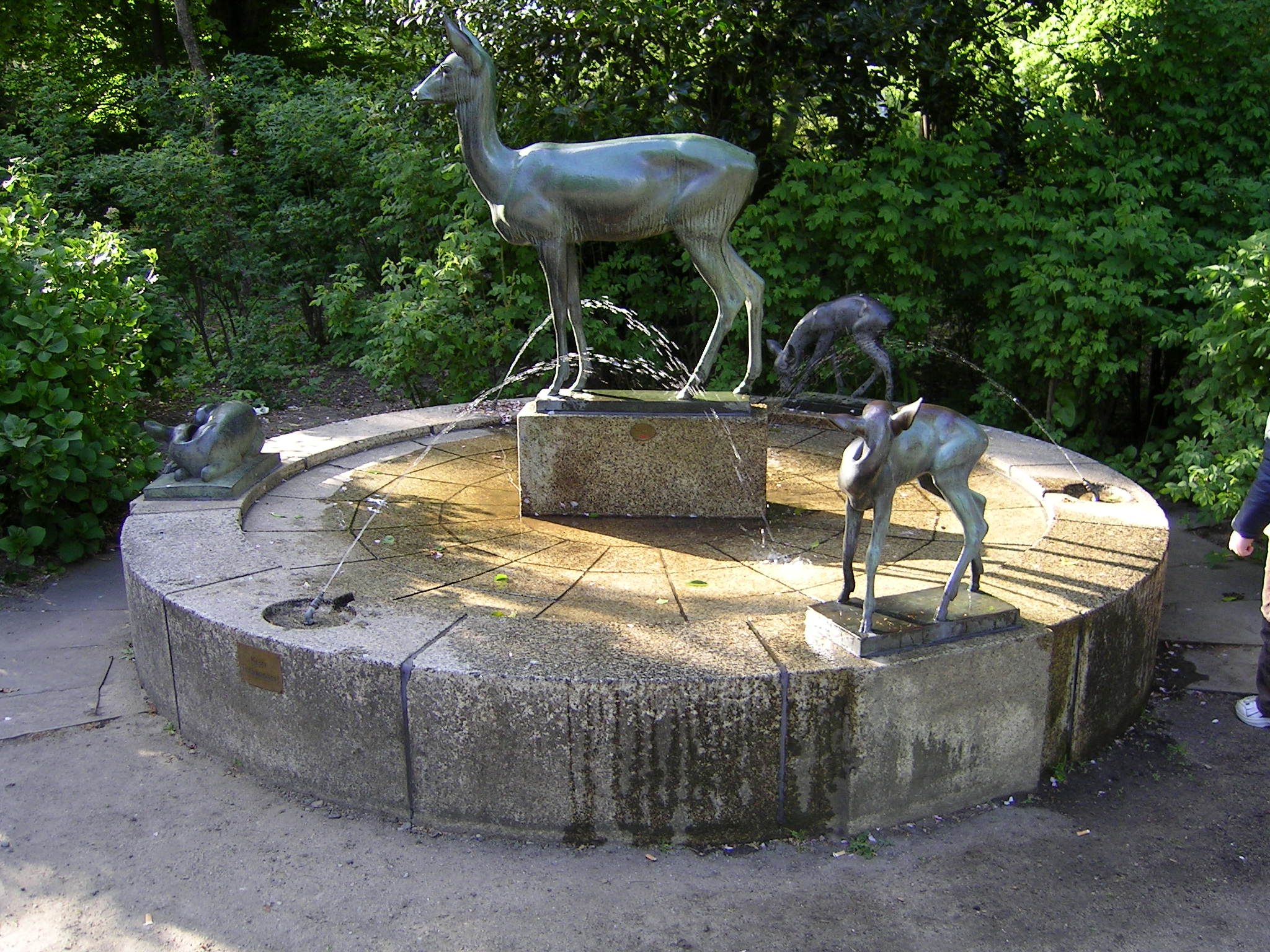
Rehbrunnen

Der Rehbrunnen, auch Hildebrandbrunnen, steht im Bremer Stadtteil Mitte in den Bremer Wallanlagen in der Nähe der Herdentorswallmühle. Der Brunnen steht unter Denkmalschutz.
Der 1933 geschaffene Brunnen aus vier Bronze-Skulpturen und einem runden Granitsockel stammt vom Bildhauer Ernst Gorsemann. Im Zweiten Weltkrieg wurden die Skulpturen als „Metallspende“ eingeschmolzen; 1949 erfolgte seine Restaurierung. Der Brunnen wurde schon oftmals Opfer von Vandalismus.
Der Brunnen wurde zu Ehren und zum 80. Geburtstag von Hermann Hildebrand von seinen Freunden und Bekannten gestiftet.

Hildebrand (1849–1939) war Jurist, seit 1879 Abgeordneter der Bremer Bürgerschaft und seit 1895 Senator der Freien Hansestadt Bremen. Sein politischer Schwerpunkt war das Wohlfahrtswesen. Er war Vorsitzender des Deutschen Roten Kreuzes in Bremen und während des Ersten Weltkriegs Leiter der Kriegswohlfahrtspflege. 1917 wurde er Bremer Bürgermeister. 1919 trat er der liberalen Deutschen Demokratischen Partei (DDP) bei. Von 1919 bis 1920 wählte ihn die Bremer Nationalversammlung in die provisorische Regierung Bremens. Die Einrichtung der Einheitsschule war hier sein Schwerpunkt. 
Von Gorsemann stammen in Bremen unter anderem das Gefallenendenkmal zum Ersten Weltkrieg (1935, Wallanlagen), der Benquestein (1938, Bürgerpark), der Wisent (1940, Rhododendronpark), das Rehkitz (1954, Bürgerpark) und der Berliner Bär (1955, Wallanlagen).